# Enveloppe thermique
Pour les articles homonymes, voir TDP.
L’enveloppe thermique ou TDP (pour thermal design power) d’un semi-conducteur, exprimée en watts (W), est le transfert thermique vers l'extérieur dont doit pouvoir bénéficier ce composant pour fonctionner correctement. Le TDP d'un processeur est utile à un fabricant de système de refroidissement pour ordinateur, ou de manière plus générale à un assembleur d'ordinateur ou à un utilisateur final d'ordinateur.

## Conséquences des choix techniques sur le TDP
L'augmentation de la finesse de gravure permet une diminution de la tension d'alimentation des semi-conducteurs. Il y a donc - toutes choses égales par ailleurs - moins de perte par effet Joule.
Les dies des processeurs vendus par Intel et AMD sont gravés en 90, 65, 45, 32 nm (2011), 22 nm (2012), 14 nm (2017), 7 nm (2019), ou encore 5 nm (2022).
A contrario, le nombre de transistors présents dans les processeurs tend à croître de façon exponentielle. Plus il y a de transistors, plus le TDP croît. Ce nombre a été presque multiplié par trente en dix ans.
En résumé, la finesse de gravure, la fréquence d'horloge, le nombre de transistors, la tension et la taille physique du semi-conducteur influent sur le TDP et les optimisations.
Il faut également prendre en compte l'intégration par AMD du contrôleur mémoire, nécessaire à la communication entre le processeur et la mémoire vive, au sein de ses CPU en 2003 alors qu'Intel ne l'a fait que fin 2008. L'intégration de ce contrôleur augmente la consommation du processeur mais diminue celle du northbridge l'accompagnant. Depuis, un processeur graphique intégré (IGP) a rejoint le die, ce qui n'a fait que confirmer la tendance à l'augmentation du TDP pour le processeur et la diminution de celui du northbridge (qui a disparu au profit d'un I/O hub, voire une connexion directe avec le southbridge).

## Ordinateurs
En 2008, la plupart des ordinateurs de bureau vendus utilisent des processeurs avec un TDP inférieur à 100 W, et la quasi-totalité des ordinateurs portables neufs ont des processeurs avec un TDP inférieur à 40 W (plusieurs modèles d'Atom ont un TDP officiel de 2 W).
Les minis PC servant à la petite bureautique, la domotique ou la mise à disposition domestique de contenus, ont un TDP typique de 15 W, ce qui permet de les dispenser de ventilateur et de réduire les nuisances sonores éventuelles associées.